# الدوري المكسيكي الممتاز 2006
الدوري المكسيكي الممتاز 2006 (بالإسبانية: Torneo Clausura 2006)‏ هو موسم من الدوري المكسيكي الممتاز. كان عدد الأندية المشاركة فيه 18، وفاز فيه نادي باتشوكا.